# Zona económica especial
Uma Zona Econômica Especial é uma região geográfica de um país que apresenta uma legislação de direito econômico e direito tributário diferente do resto do país para atrair capital (investimentos) interno e estrangeiro e incentivar o desenvolvimento econômico da região. Além de um desenvolvimento maior e mais eficaz, que outras regiões do país.

## Definição
A definição de uma Zona Econômica Especial (ZEE) é determinada individualmente por cada país. De acordo com o Banco Mundial em 2008, a Zona Econômica Especial moderna geralmente inclui uma "área geograficamente limitada, normalmente fisicamente segura (cercada); gestão ou administração única; elegibilidade para benefícios baseada na localização física dentro da zona; área aduaneira separada (benefícios livres de impostos) e procedimentos simplificados."
As ZEEs estão localizadas dentro das fronteiras nacionais de um país, e seus objetivos incluem o aumento do saldo comercial, emprego, investimento aumentado, criação de empregos e administração eficaz. Para incentivar as empresas a se estabelecerem na zona, políticas financeiras são introduzidas. Essas políticas normalmente abrangem investimentos, tributação, comércio, cotas, alfândega e regulamentações trabalhistas. Além disso, as empresas podem ser oferecidas isenção fiscal, onde, ao se estabelecerem em uma zona, recebem um período de tributação mais baixa. A criação de zonas econômicas especiais pelo país anfitrião pode ser motivada pelo desejo de atrair investimento estrangeiro direto (IED). Os benefícios que uma empresa obtém ao estar em uma zona econômica especial podem significar que ela pode produzir e comercializar bens a um preço mais baixo, com o objetivo de ser globalmente competitiva. Em alguns países, as zonas foram criticadas por serem pouco mais do que campos de trabalho, com os trabalhadores negados direitos trabalhistas fundamentais.

## História
As Zonas Econômicas Especiais (ZEEs) modernas surgiram a partir do final da década de 1950 em países industrializados. A primeira foi estabelecida no Aeroporto de Shannon, no Condado de Clare, na República da Irlanda. Algumas jurisdições livres de impostos, como as Ilhas Cayman, oferecem às empresas de tecnologia uma maneira de manter sua propriedade intelectual em uma ZEE.
Desde a década de 1970, foram estabelecidas zonas que oferecem manufatura intensiva em mão de obra, começando na América Latina e no Leste Asiático. A primeira na China, após a abertura do país em 1979 por Deng Xiaoping, foi a Zona Econômica Especial de Shenzhen, que incentivou o investimento estrangeiro e simultaneamente acelerou a industrialização na região. Essas zonas atraíram investimentos de corporações multinacionais e permitiram que empresas chinesas orientadas para a exportação respondessem rapidamente à demanda nos mercados estrangeiros. A China continua a manter Zonas Econômicas Especiais e certas áreas costeiras abertas. A maioria das ZEEs da China está localizada em antigos portos de tratados e, portanto, têm significado simbólico ao demonstrar uma "inversão de fortunas" nas relações da China com estrangeiros desde o século da humilhação. A pesquisadora Zongyuan Zoe Liu escreve que "[o] sucesso dessas cidades como portos de tratados 'vermelhos' representou mais um passo no plano geral de reforma e abertura da China, legitimando ao mesmo tempo a liderança do Partido Comunista Chinês sobre o estado e o povo chineses."

## Tipos
O termo "Zona econômica especial" pode incluir: 
- Parque Industrial
- Parque logístico alfandegado (BLP)
- Porto Livre
- Zona de Livre Comércio (FTZ)
- Zona de Processamento de Exportação (ZPE/EPZ)
- Zona empresarial urbana
- Zona Franca (FZ/ FEZ)

| Type                                     | Objetivo                  | Área            | Local típico     | Atividades típicas                   | Mercados                       |
| ---------------------------------------- | ------------------------- | --------------- | ---------------- | ------------------------------------ | ------------------------------ |
| Zona de Livre Comércio *                 | Apoio ao comércio         | < 50 hectares   | Porto de entrada | Entreposto e relacionado ao comércio | Doméstico, re-exportação       |
| ZPE (tradicional)                        | Exportação de manufatura  | < 100 hectares  | Nenhum           | Manufatura, processamento            | Exportação                     |
| ZPE (unidade única/empreendimento livre) | Exportação de manufatura  | Sem mínimo      | Em todo o país   | Manufatura, processamento            | Exportação                     |
| ZPE (híbrido)                            | Exportação de manufatura  | < 100 hectares  | Nenhum           | Manufatura, processamento            | Exportação, Doméstico          |
| Porto Livre                              | Desenvolvimento Integrado | > 1000 hectares | Nenhum           | Multi-uso                            | Interno, doméstico, exportação |
| Zona empresarial urbana                  | Revitalização urbana      | < 50 hectares   | Urbano/rural     | Multi-uso                            | Doméstico                      |

Nota: Neste caso Zona de Livre Comércio, do inglês "Free-trade area" refere-se a generalização de uma classe zona econômica especial, que inclui a específica Zona de Processamento de Exportação de países em desenvolvimento.

## Exemplos

### Angola
Criada em 2009 pelo Decreto N.º 57/09, de 13 de Outubro. Esta localizada na zona de Viana e Bengo é vulgarmente conhecida como ZEE Luanda-Bengo

### Argentina
Em 1972, o governo da Argentina criou a Zona Econômica Especial que abrange a região da Terra do Fogo, Antártida e Ilhas do Atlântico Sul.

### Brasil
- Zona Franca de Manaus[17]

### Coreia do Norte
Em 2000, o governo da Coreia do Norte criou quatro zonas econômicas especiais:
- Região Industrial de Kaesong
- Região Turistica de Kumgang-san
- Região Administrativa Especial de Shinuiju
- Rajin

### Emirados Árabes Unidos
Zonas Econômicas Especiais dos Emirados Árabes Unidos existem na cidade de Dubai (Dubai Internet City e Zona Franca de Jebel Ali)

### Índia
Desde 2000 existem oito Zonas Econômicas Especiais na Índia:
- Chennai (estado Tamil Nadu)
- Falta (Bengala Ocidental)
- Kandla (Gujarat)
- Cochim (Kerala)
- Noida (Uttar Pradesh)
- Mumbai (Maharashtra)
- Surate (Gujarat)
- Vishakhapatnam (Andhra Pradesh)